# Нечипорук Андрій Дмитрович
Андрі́й Дми́трович Нечипору́к (нар. 18 лютого 1981, с. Рідків, Радивилівський район, Рівненська область, Українська РСР — пом. 22 травня 2014, поблизу смт Ольгинка, Волноваський район, Донецька область, Україна) — солдат Збройних сил України, учасник російсько-української війни.

## Життєпис
Народився у селі Рідків на Рівненщині. З 1987 по 1996 рік навчався у Рідківській загальноосвітній школі. У Радивилівській ЗОШ завершив середню освіту. Районний військкомат направив Андрія навчатися в Козинську автошколу. Згодом він закінчив «Навчально-курсовий комбінат» Рівненської обласної ради за спеціальністю «слюсар газового обладнання».
З 9 червня 1999 року проходив строкову військову службу у прикордонних військах в навчальній військовій частині міста Черкаси, в листопаді цього ж року був направлений в місто Подільськ (на той час Котовськ) Одеської області, у загін особливого призначення Державної прикордонної служби України, в/ч № 2196.
Після демобілізації у листопаді 2000 року почав працювати охоронцем в ПАТ «Рівнеазот», з 2001 року мешкав у м. Рівне, одружився. 2010 року із сім'єю переїхав з Рівного в село Бронники Рівненського району, де почав будувати власний будинок, вів домашнє господарство, разом з дружиною виховував двох доньок. Любив рибалити й ходити по гриби. Працював водієм «швидкої» в Рівному.
З початком російської збройної агресії проти України Андрій добровольцем пішов до військкомату, його взяли лише з третього разу — потрібен був водій. Призваний за частковою мобілізацією 11 квітня 2014 року. Після навчань на Тучинському полігоні біля Рівного вирушив на Донеччину.
Солдат, водій-санітар, командир відділення 3-го механізованого батальйону 51-ї окремої механізованої бригади, м. Володимир-Волинський.
Разом із підрозділом у травні 2014 року ніс службу на блокпосту № 10 поблизу смт Ольгинка Волноваського району. Уранці між 4 та 6 годинами 22 травня 2014 року блокпост був атакований проросійськими сепаратистами «ДНР», які під'їхали на інкасаторських машинах, та почали несподіваний масований обстріл із вогнепальної зброї, у тому числі з кулеметів, мінометів, РПГ, ПЗРК. В результаті обстрілу здетонував боєкомплект в одній з бойових машин, що призвело до збільшення людських втрат внаслідок вибуху. Андрій Нечипорук загинув від кульового поранення у серце У цьому бою загинули 16 бійців 51-ї бригади. 14 жовтня в госпіталі від поранень помер 17-й боєць.
Тіла загиблих під Волновахою двома літаками доставили у Рівненський аеропорт, прощальна церемонія відбулася на 233-му загальновійськовому полігоні смт Нова Любомирка. Серед загиблих троє рівнян: Андрій Нечипорук та двоє розвідників з Рокитнівського району — 22-річний Віталій Маринич та 23-річний Леонід Озеранчук.
27 травня Андрія Нечипорука поховали в рідному селі Рідкові. Залишились батьки, брат, сестра, дружина Ольга та дві доньки — Люба й Марія.

## Нагороди
4 червня 2015 року Указом Президента України разом із іншими бойовими побратимами, які загинули з Андрієм Нечипоруком у бою під Волновахою, за особисту мужність і високий професіоналізм, виявлені у захисті державного суверенітету та територіальної цілісності України, вірність військовій присязі, нагороджений медаллю «Захиснику Вітчизни».

## Вшанування пам'яті
18 лютого 2015 року в Рідківській ЗОШ І—ІІ ст. відкрито меморіальну дошку на честь випускника школи Андрія Нечипорука.
Рішенням Рівненської міської ради № 5756 від 17 вересня 2015 року Андрію Нечипоруку присвоєно звання «Почесний громадянин міста Рівне» (посмертно).